# 스티븐 스트림펠
스티븐 스트림펠(Stephen Strimpell, 1934년 1월 17일 ~ 2006년 4월 16일)은 미국의 연극 배우, 영화배우, 변호사이다.
뉴욕에서 태어났으며 로스앤젤레스에서 사망하였다.

## 영화
- 씨즈 더 데이 (1986년)
- 어 스트레인저 이즈 왓칭 (1982년)
- 엔젤 레빈 (1970년)